# Championnats d'Afrique de course en ligne de canoë-kayak 2013
Navigation
2009 2016
Les championnats d'Afrique de course en ligne 2013 sont la septième édition des championnats d'Afrique de course en ligne de canoë-kayak. Ils ont lieu du 21 novembre 2013 au 24 novembre 2013 sur le lac de Tunis en Tunisie.
Des épreuves de marathon sont aussi au programme.

## Nations participantes
Quinze nations participent à la compétition :
- Algérie
- Afrique du Sud
- Angola
- Égypte
- Kenya
- Libye
- Maroc
- Mozambique
- Nigeria
- Sénégal
- Seychelles
- Somalie
- Soudan
- Sao Tomé-et-Principe
- Tunisie

## Médaillés

### Hommes
| K1 200 m      | Mohamed Ali Mrabet (TUN)                  | Nasreddine Baghdadi (ALG)                                                    | Abdelmajid Jabbour (MAR)                                                     |  |  |  |
| K1 200 m Para | Edmond Sanka (SEN)                        | Lyes Bellache (ALG)                                                          | Yunus Swaleh Fakii (KEN)                                                     |  |  |  |
| K1 500 m Para | Edmond Sanka (SEN)                        | Lyes Bellache (ALG)                                                          | Yunus Swaleh Fakii (KEN)                                                     |  |  |  |
| K1 1 000 m    | Mohamed Ali Mrabet (TUN)                  | Martin van den Bergh (RSA)                                                   | Awiwa Yannis (ALG)                                                           |  |  |  |
| K1 Marathon   | Mohamed Ali Mrabet (TUN)                  | Martin van den Bergh (RSA)                                                   | Abderrahmane Ould Kaddour (ALG)                                              |  |  |  |
| K2 200 m      | Tunisie Firas Zanzouri Mohamed Ali Mrabet | Afrique du Sud Luke Stowman Joseph Williams                                  | Algérie Nasreddine Baghdadi Zakaria Djabli                                   |  |  |  |
| K2 1 000 m    | Tunisie Mohamed Ali Mrabet Jasser Shell   | Afrique du Sud Luke Stowman Joseph Williams                                  | Algérie Nasreddine Baghdadi Anis Nouioua                                     |  |  |  |
|               |                                           |                                                                              |                                                                              |  |  |  |
| C1 200 m      | Khaled Houcine (TUN)                      | Fortunato Pacavira (ANG)                                                     | Atalmiro Ferreira Viegas de Ceita (STP)                                      |  |  |  |
| C1 1 000 m    | Khaled Houcine (TUN)                      | Abdoulaye Papa (SEN)                                                         | Mohamed Ramadan Serb (LBA)                                                   |  |  |  |
| C1 Marathon   | Abdoulaye Papa (SEN)                      | Mohamed Ramadan Serb (LBA)                                                   | Khaled Houcine (TUN)                                                         |  |  |  |
| C2 200 m      | Tunisie Amine Ben Chaibi Khaled Houcine   | Sao Tomé-et-Principe Atalmiro Ferreira Viegas de Ceita Buly Conceicao Triste | Mozambique Joaquim Lobo Mussa Tualbudine                                     |  |  |  |
| C2 1 000 m    | Tunisie Amine Ben Chaibi Khaled Houcine   | Angola Nelson Henriques Fortunato Pacavira                                   | Sao Tomé-et-Principe Atalmiro Ferreira Viegas de Ceita Buly Conceicao Triste |  |  |  |

### Femmes
| K1 200 m    | Afef Ben Ismaïl (TUN)                   | Melanie van Niekerk (RSA)                        | Khathia Bâ (SEN)                             |  |  |  |
| K1 500 m    | Abir Ben Ismaïl (TUN)                   | Brittany Petersen (RSA)                          | Khathia Bâ (SEN)                             |  |  |  |
| K1 Marathon | Brittany Petersen (RSA)                 | Khathia Bâ (SEN)                                 | Samah Guendouz (ALG)                         |  |  |  |
| K2 200 m    | Tunisie Abir Ben Ismaïl Afef Ben Ismaïl | Afrique du Sud Brittany Petersen Nombuso Mzolo   | Égypte Mai Ahmed Ibrahim Sama Farouk Ibrahim |  |  |  |
| K2 500 m    | Tunisie Abir Ben Ismaïl Afef Ben Ismaïl | Afrique du Sud Melanie van Niekerk Nombuso Mzolo | Sénégal Khathia Bâ Combe Seck                |  |  |  |
|             |                                         |                                                  |                                              |  |  |  |
| C1 200 m    | Nadya Ramadan Serb (LBA)                | Lilian Jephart (NGA)                             | Ibtissem Ardhaoui (TUN)                      |  |  |  |
| C1 500 m    | Lilian Jephart (NGA)                    | Nour Ichrak Takrouni (TUN)                       | Non attribuée                                |  |  |  |
| C1 Marathon | Nadya Ramadan Serb (LBA)                | Ibtissem Ardhaoui (TUN)                          | Anete Silva (ANG)                            |  |  |  |